# Nedladdningsbart innehåll
Nedladdningsbart innehåll, DLC (Downloadable content) eller AOC (Add-on Content) är extra material till ett tv- eller datorspel förmedlat via internet från företaget som publicerat spelet. Nedladdningsbart material kan vara allt från estetiska skillnader till en helt ny berättelse jämförbart med ett expansionspack. Ett DLC kan lägga till ett nytt spelsätt, objekt, nivåer, utmaningar, karaktärer eller andra verktyg till ett redan existerande spel.
De som publicerar spelet erbjuder även ibland ett säsongspass, vilket låter användare köpa allt eller en del av det kommande nedladdningsbara materialet till ett lägre pris än vad det skulle kosta att köpa dem separat. Spelare som köper ett säsongspass får tillgång till det nya materialet så fort det släpps.

## Pris
Microsoft använder sig av ett poängsystem för att sälja nedladdningsbart material, något de har blivit kritiserade för av fans eftersom de bara säljer en viss mängd poäng. Det här innebär att om man vill köpa ett spel för till exempel 80 kr så måste man köpa poäng värda 100 kr. 80 Microsoftpoäng är värda ungefär 6,65 kr.
Nintendo hade också ett poängsystem till Wii och Nintendo DSi men i nya Nintendo eShop (som används av Wii U och Nintendo 3DS) anges priserna i riktig valuta. Dock måste man fortfarande ladda sitt eShop-konto med fasta belopp (minst 100 kr).
Företag som Sony och Valve (steam) tar betalt direkt i riktig valuta vilket innebär att man aldrig behöver använda mer pengar än vad man behöver.
En del nedladdningsbart material är gratis, exempelvis Mass effect 3 där alla nedladdningsbara extrapack till multispelarläge var gratis samt ett story en spelar DLC som stärkte på slutet av spelet.
I regel tar aldrig företag betalt för bugfixar (patches) som släpps efter ett spels släppningsdag.

## Åtkomlighet
Mycket nedladdningsbart material delas ut enbart genom olika onlinetjänster, dock kan en del av materialet redan finnas på skivan. Det man då får betala för är en elektronisk nyckel för att låsa upp material, vilket har kritiserats. Många anser att de redan har betalat för materialet eftersom det fanns på skivan som de köpte.
Företag kan även välja att återsläppa ett spel som släppts tidigare tillsammans med nedladdningsbart material. Exempel på det är Fallout New Vegas Ultimate Edition, Mass Effect Trilogy och Dragon Age Origins Ultimate Edition.